# ژان نیکولاس
ژان نیکولاس (به فرانسوی: Jean Nicolas) بازیکن فوتبال و مهاجم اهل فرانسه است که از سال ۱۹۳۳ تا ۱۹۳۸ میلادی عضو تیم ملی فوتبال فرانسه بوده‌است. وی در ۲۵ بازی ملی حضور داشته است و در بازی‌های ملی‌اش ۲۱ گل به ثمر رساند.